# 제51회 백상예술대상
제51회 백상예술대상은 2015년 5월 26일에 열린 시상식이다.

## 수상 및 후보

### 영화 대상
- 최민식 수상

### 영화 작품상
- 화장 - 임권택 수상
- 끝까지 간다 - 김성훈
- 도희야 - 정주리
- 명량 - 김한민
- 한공주 - 이수진

### 영화 감독상
- 끝까지 간다 - 김성훈 수상
- 국제시장 - 윤제균
- 화장 - 임권택
- 경주 - 장률
- 자유의 언덕 - 홍상수

### 영화 시나리오상
- 카트 - 김경찬 수상
- 끝까지 간다 - 김성훈
- 해무 - 심성보, 봉준호
- 한공주 - 이수진
- 제보자 - 이춘형

### 영화 신인감독상
- 도희야 - 정주리 수상
- 스물 - 이병헌
- 한공주 - 이수진
- 님아, 그 강을 건너지 마오 - 진모영
- 소셜포비아 - 홍석재

### 영화 남자최우수연기상
- 끝까지 간다 - 이선균 수상
- 끝까지 간다 - 조진웅 수상
- 나의 독재자 - 설경구
- 화장 - 안성기
- 명량 - 최민식

### 영화 여자최우수연기상
- 카트 - 염정아 수상
- 도희야 - 김새론
- 도희야 - 배두나
- 해적: 바다로 간 산적 - 손예진
- 경주 - 신민아

### 영화 남자조연상
- 해적: 바다로 간 산적 - 유해진 수상
- 도희야 - 송새벽
- 상의원 - 유연석
- 제보자 - 이경영
- 살인의뢰 - 박성웅

### 영화 여자조연상
- 화장 - 김호정 수상
- 카트 - 문정희
- 명량 - 이정현
- 인간중독 - 조여정
- 해무 - 한예리

### 영화 남자신인연기상
- 해무 - 박유천 수상
- 스물 - 강하늘
- 소셜포비아 - 변요한
- 강남 1970 - 이민호
- 쎄시봉 - 조복래

### 영화 여자신인연기상
- 한공주 - 천우희 수상
- 강남 1970 - 설현
- 마담 뺑덕 - 이솜
- 타짜-신의 손 - 이하늬
- 인간중독 - 임지연

### 영화 남자인기상
- 강남 1970 - 이민호 수상
- 박유천
- 찬열
- 정우
- 이준호
- 주원
- 이광수
- 이승기
- 송승헌
- 송재림
- 김우빈
- 안재현
- 변요한
- 이현우
- 정우성
- 조정석
- 차승원
- T.O.P
- 하정우
- 설경구
- 신하균
- 류승룡
- 박성웅
- 강동원
- 김남길
- 여진구
- 유연석
- 유해진
- 이정재
- 이선균

### 영화 여자인기상
- 상의원 - 박신혜 수상
- 김소은
- 최진리
- 신민아
- 천우희
- 손예진
- 이솜
- 이연희
- 이정현
- 이하늬
- 임지연
- 조여정
- 하지원
- 한예리
- 한효주
- 송혜교
- 염정아
- 설현
- 배두나
- 보아
- 김윤진
- 김호정
- 김희애
- 남상미
- 문채원
- 민효린
- 강예원
- 고준희
- 김새론
- 김성령

### TV 대상
- 나영석 수상

### TV 작품상(드라마)
- 풍문으로 들었소 - 안판석 수상
- 미생 - 김원석
- 유나의 거리 - 임태우
- 킬미, 힐미 - 김진만 외1명
- 펀치 - 이명우

### TV 작품상(예능)
- 비정상회담 - 김희정 외5명 수상
- 일요일이 좋다 - 런닝맨 - 임형택
- 무한도전 - 김태호 외1명
- 삼시세끼 어촌편 - 나영석 외1명
- 해피선데이-슈퍼맨이 돌아왔다 - 서수민

### TV 작품상(교양)
- KBS 글로벌 대기획 요리인류 - 이욱정 외1명 수상
- 가족쇼크 - 김광훈
- 기후의반란 - 박상준 외1명
- 세계테마기행 - 탁재형
- 스페셜-인생횡단 - 장경수

### TV 연출상
- 미생 - 김원석 수상
- 마마 - 김상협
- 나쁜 녀석들 - 김정민
- 킬미, 힐미 - 김진만
- 풍문으로 들었소 - 안판석

### TV 극본상
- 펀치 - 박경수 수상
- 유나의 거리 - 김운경
- 괜찮아, 사랑이야 - 노희경
- 풍문으로 들었소 - 정성주
- 킬미, 힐미 - 진수완

### TV 남자최우수연기상
- 미생 - 이성민 수상
- 펀치 - 김래원
- 괜찮아, 사랑이야 - 조인성
- 펀치 - 조재현
- 킬미, 힐미 - 지성

### TV 여자최우수연기상
- 마마 - 송윤아 수상
- 유나의 거리 - 김옥빈
- 마마 - 문정희
- 피노키오 - 박신혜
- 왔다! 장보리 - 이유리

### TV 남자신인연기상
- 미생 - 임시완 수상
- 미생 - 김대명
- 괜찮아, 사랑이야 - 도경수
- 가족끼리 왜 이래 - 박형식
- 풍문으로 들었소 - 이준

### TV 여자신인연기상
- 풍문으로 들었소 - 고아성 수상
- 연애의 발견 - 김슬기
- 가족끼리 왜 이래 - 남지현
- 풍문으로 들었소 - 백지연
- 장미빛 연인들 - 한선화

### TV 남자예능상
- 비정상회담 외1 - 전현무 수상
- 냉장고를 부탁해 외1 - 김성주
- 마녀사냥 외1 - 성시경
- SNL 코리아 6 외1 - 유세윤
- 무한도전 외1 - 정형돈

### TV 여자예능상
- 코미디빅리그 외1 - 이국주 수상
- SNL 코리아 6 외1 - 안영미
- 대국민 토크쇼 안녕하세요 - 이영자
- 코미디빅리그 - 장도연
- 개그콘서트 - 허안나

### TV 남자인기상
- 피노키오 - 이종석 수상
- 도경수
- 에릭
- 지성
- 현빈
- 조인성
- 김재중
- 지현우
- 이준
- 이상윤
- 임시완
- 박형식
- 이성민
- 박서준
- 김래원
- 이홍기
- 김영광
- 서강준
- 신하균
- 강하늘
- 김대명
- 임슬옹
- 이제훈
- 유준상
- 장혁
- 정일우
- 비
- 천정명
- 하석진
- 조재현

### TV 여자인기상
- 내겐 너무 사랑스러운 그녀 - 크리스탈 수상
- 공효진
- 구혜선
- 한지민
- 강소라
- 정은지
- 한선화
- 황정음
- 수영
- 이성경
- 이유리
- 혜리
- 장나라
- 정유미
- 최강희
- 고아성
- 김슬기
- 김아중
- 김옥빈
- 김현주
- 김희선
- 남지현
- 문정희
- 백지연
- 손담비
- 송윤아
- 신세경
- 오연서
- 유이
- 한지혜

### InStyle상
- 이정재 수상
- 신민아 수상

### 아이치이 스타상
- 이민호 수상
- 박신혜 수상